# Friedrich Hesseldieck
Friedrich Hesseldieck (né le 7 février 1893 à Gellershagen dans l'arrondissement de Bielefeld (de) et mort le 19 mai 1991 à Niederhöchstadt) est un homme politique allemand et lord-maire de Bochum de 1944 à 1945.

## Biographie
Hesseldieck étudie à l'école primaire de Bielefeld, puis fait un apprentissage commercial. Il étudie pendant un semestre à Düsseldorf jusqu'à son entrée au service militaire en 1913, d'abord volontairement puis obligatoirement. Au cours de la Première Guerre mondiale, en septembre 1914, il est grièvement blessé et partiellement paralysé sur le côté gauche. En tant qu'invalide, il est retiré du service militaire en 1917.
Il poursuit ensuite sa carrière commerciale et travaille à Cologne, Brême et Bielefeld, entre autres, jusqu'à ce qu'il soit finalement promu signataire autorisé et directeur de Dominitwerke à Dortmund en 1924. Hesseldieck devient membre du NSDAP, en février 1935 il dirige l'association de district du NSDAP à Dortmund et joue ainsi un rôle clé dans la démolition de la synagogue de Dortmund à partir du 18 octobre 1938. En mai 1940, il devient Reichsamtsleiter au «bureau du chef adjoint » .
Immédiatement avant la libération de Bochum par les troupes américaines le 10 avril 1945 il démissionne de ses fonctions et les confient à son adjoint Franz Geyer et s'enfuit dans le Sauerland pour aider à organiser la formation du "Corps libre du Sauerland". La tâche de remettre la ville incombe à son successeur. Le 15 avril 1945 Geyer est arrêté par les Américains et Ferdinand Bahlmann reprend les affaires officielles.
Hesseldieck vit à Wiedenbrück de mai 1945 à janvier 1951. Il est interné en novembre 1946 et condamné à six mois de prison en août 1948.
Le 5 juillet 1949, le procureur de Dortmund porte plainte contre Hesseldieck pour extorsion et violation grave de la paix, et le place en détention. le 5 novembre 1953, il est de nouveau acquitté après plusieurs retards de procédure.
En août 1950, Hesseldieck travaille dans un institut bactériologique à Wetzlar d'abord comme assistant et plus tard comme directeur des ventes. En 1962, il travaille comme homme d'affaires à Niederhöchstädt. 